# Црква Вазнесења Господњег у Доњем Црниљеву
Црква Вазнесења Господњег у Доњем Црниљеву, насељеном месту на територији општине Коцељева, припада Епархији шабачкој Српске православне цркве. Црква има једну парохију којој припадају четири села: Доње Црниљево, Голочело, Градојевић и Галовић.

## Историјат
Све до 1838. године Доње Црниљево није имало цркву, када је заузимањем тадашњег свештеника Јована Поповића саграђена црква брвнара од слабог материјала и покривена даском. Ова црква служила је све до 1894. године када је као стара и склона паду затворена, а исте године  подигнута је садашња црква од тврдог материјала. Црква је освећена 21. августа 1910. године, а осветио ју је тадашњи епископ шабачки Сергије. Садашњи иконостас направљен је 1963. године када га је осветио тадашњи епископ Јован.  Црквени дом је подигнут 1970. године и исте године осветио га је владика Јован, док је парохијски дом подигнут 1983. године.
За прославу 100 година цркве, 1994. године, урађене су фреске у храму, обновљена звонара, постављена расвета око цркве и асфалтиран прилаз цркви од главног пута. У периоду 2000-2002. година саграђена је мала црквица за паљење свећа са продавницом, а осветио ју је епископ Лаврентије. Припрата у цркви је осликана фрескама у току 2017. године.
На плацу на којем се налазила стара црква брвнара, 1980. године подигнута је мала капела, посвећена Вазнесењу Господњем.